# Lista de Prefeitos de Carnaíba, Pernambuco
Esta lista de prefeitos do município de Carnaíba, estado brasileiro de Pernambuco, compreende todos os políticos que tomaram posse em definitivo do executivo municipal da cidade e exerceram como titulares.

## Prefeitos
| Nº | Nome                            | Imagem | Partido   | Mandato (duração)                                                  | Eleição   | Observações |
| 1  | Tenente José Josias Vasco       |        | -         | 30 de dezembro de 1953 – 27 de novembro de 1955 (1 ano e 332 dias) | -         | Prefeito nomeado pelo governo estadual após a conquista de autonomia política da cidade em 30 de dezembro de 1953 |
| 2  | Manuel José de Medeiros         |        | PR        | 27 de novembro de 1955 – 27 de novembro de 1959 (4 anos e 0 dias)  | 1955      | Prefeito eleito em sufrágio universal                                                                             |
| 3  | Otacílio Gomes da Silva         |        | PR        | 27 de novembro de 1959 – 27 de novembro de 1963 (4 anos e 0 dias)  | 1959      | Prefeito eleito em sufrágio universal                                                                             |
| 4  | Milton Bezerra das Chagas       |        | PSD ARENA | 27 de novembro de 1963 – 31 de janeiro de 1969 (5 anos e 65 dias)  | 1963      | Prefeito eleito em sufrágio universal                                                                             |
| 5  | Manuel Teotônio do Nascimento   |        | ARENA     | 31 de janeiro de 1969 – 31 de janeiro de 1973 (4 anos e 0 dias)    | 1968      | Prefeito eleito em sufrágio universal                                                                             |
| 6  | João de Queiroz Leite           |        | ARENA     | 31 de janeiro de 1973 – 31 de janeiro de 1977 (4 anos e 0 dias)    | 1972      | Prefeito eleito em sufrágio universal                                                                             |
| 7  | Reginaldo Mendes de Souza       |        | ARENA PDS | 31 de janeiro de 1977 – 1 de fevereiro de 1983 (6 anos e 1 dia)    | 1976      | Prefeito eleito em sufrágio universal                                                                             |
| 8  | José Francisco Filho            |        | PDS PFL   | 1 de fevereiro de 1983 – 1 de janeiro de 1989 (5 anos e 335 dias)  | 1982      | Prefeito eleito em sufrágio universal                                                                             |
| 9  | José Fernandes de Andrade       |        | PFL       | 1 de janeiro de 1989 – 1 de janeiro de 1993 (4 anos e 0 dias)      | 1988      | Prefeito eleito em sufrágio universal                                                                             |
| 10 | José Francisco Filho            |        | PFL       | 1 de janeiro de 1993 – 1 de janeiro de 1997 (4 anos e 0 dias)      | 1992      | Prefeito eleito em sufrágio universal                                                                             |
| 11 | Antônio Rodrigues Sobrinho      |        | PFL       | 1 de janeiro de 1997 – 1 de janeiro de 2001 (4 anos e 0 dias)      | 1996      | Prefeito eleito em sufrágio universal                                                                             |
| 12 | José Francisco Filho            |        | PMDB      | 1 de janeiro de 2001 – 1 de janeiro de 2005 (4 anos e 0 dias)      | 2000      | Prefeito eleito em sufrágio universal                                                                             |
| 13 | José de Anchieta Gomes Patriota |        | PSB       | 1 de janeiro de 2005 – 1 de janeiro de 2013 (8 anos e 0 dias)      | 2004 2008 | Prefeito eleito e reeleito em sufrágio universal                                                                  |
| 14 | José Mário Cassiano Bezerra     |        | PSB       | 1 de janeiro de 2013 – 1 de janeiro de 2017 (4 anos e 0 dias)      | 2012      | Prefeito eleito em sufrágio universal                                                                             |
| 15 | José de Anchieta Gomes Patriota |        | PSB       | 1 de janeiro de 2017 – 1 de janeiro de 2025 (8 anos e 0 dias)      | 2016 2020 | Prefeito eleito e reeleito em sufrágio universal                                                                  |
| 16 | Wamberg Antonio Gomes Amaral    |        | PSB       | 1 de janeiro de 2025 – Incumbente (75 dias)                        | 2024      | Prefeito eleito em sufrágio universal                                                                             |